# Konzentration GmbH
Die Konzentration GmbH war ein von der SPD gegründetes und geführtes Unternehmen mit dem Zweck, der Sozialdemokratie nahestehende Medienunternehmen zu unterstützen und einen Gegenpol zu konservativen Medienkonzernen zu bilden. Dazu beteiligte sich die Konzentration GmbH an Zeitungsverlagen und Druckereien. Die Körperschaft firmierte als GmbH, war aber intern genossenschaftlich strukturiert und organisiert.

## Gründung
Die sozialdemokratische Konzentration GmbH verstand sich als „Interessengemeinschaft von Wirtschafts- und Verlagsunternehmen“. Gegründet wurde sie am 29. Oktober 1946, sie sollte als eine Art Holding-Gesellschaft fungieren und parteieigene oder der SPD nahestehende Verlage und Druckereien unterstützen. Geschäftsführer war der ehemalige Pressechef der SPD, Fritz Heine, Aufsichtsratsvorsitzender der damalige Schatzmeister Alfred Nau. Sitz der Gesellschaft war Hannover. Als Treuhänder für verschiedene Zeitungen fungierte Herbert Allerdt.

## Ziele
Ursprüngliche Aufgabe war der günstige Einkauf von Papier und Hilfsstoffen, die gemeinsame Schulung von Redakteuren und Schriftsetzern und die Unterstützung der assoziierten Unternehmen durch fachkundige Revisoren. Eigentümer der Konzentration GmbH war nicht die Partei, sondern rund 40 Gesellschafter, die zum großen Teil identisch waren mit den angeschlossenen Unternehmen. In den 1960er Jahren war die diese Holding an 26 Zeitungsverlagen beteiligt, an 30 Druckereien, fünf Buch- und Zeitschriftenverlagen, acht Buchhandlungen und acht weiteren Unternehmen und Organisationen.

## Geschichte vor 1933
Die (erste) Konzentration AG wurde 1925 gegründet und 1933 von den Nazis aufgelöst. Diese Gesellschaft war komplett in den Händen des SPD-Vorstands, ihr gehörten auch die damaligen Parteiverlage und Parteidruckereien. Neben technischer Beratung und kaufmännischer Revision gehörte es zu den damaligen Aufgaben der Konzentration, einen starken zentralistischen Einfluss auch auf die inhaltliche Gestaltung der parteinahen Blätter auszuüben. Redakteure dieser Verlage mussten SPD-Mitglied sein. Die Konzentration GmbH nach 1946 konnte und sollte keinen Einfluss mehr auf die Personalpolitik der angeschlossenen Unternehmen ausüben.

## Angeschlossene Unternehmen (Auswahl, Stand 1960)

### Nachrichtenagentur
- Sozialdemokratischer Pressedienst GmbH

### Buch- und Zeitschriftenverlage
- arani Verlags-GmbH, Berlin-Grunewald
- Verlag Druckhaus GmbH, Bielefeld
- Verlag Neue Gesellschaft GmbH, Bielefeld
- Verlag Schaffende Jugend GmbH, Frankfurt am Main
- Fackelträger-Verlag Schmidt-Küster GmbH, Hannover
- Verlag für Literatur und Zeitgeschehen, Hannover
- Verlag J.H.W. Dietz Nachf. GmbH, Hannover
- Verlag „Die Brücke“ GmbH, München

### Zeitungen
- Die  Abendpost (Frankfurt am Main)

### Buchhandlungen
- iwag Intern. Werbe- und Anzeigen-GmbH Grossobuchhandlung, Berlin-Gr.
- Phönix-Buchhandlung GmbH, Bielefeld
- Volksbuchhandlung Braunschweig, Braunschweig
- Oliva Buchhandlung, Cuxhaven
- Bücher-Börse Union GmbH Sortiments- und Fachbuchhandlung, Frankfurt am Main
- Auer-Buchhandlung, Hamburg

### Druckereien (Auswahl)
- Neue Augsburger Buchdruckerei und Verlagsanstalt GmbH, Augsburg
- Graphische Gesellschaft Grunewald GmbH, Berlin-Grunewald
- Bonn-Druck Storbeck & Co KG, Bonn
- Braunschweig-Druck GmbH Druck- und Verlagsanstalt, Braunschweig
- Bremer Buchdruckerei und Verlagsanstalt J.H. Schmalfeldt & Co, Bremen
- Druckhaus Deutz GmbH, Düsseldorf
- Union-Druckerei und Verlagsanstalt GmbH, Frankfurt am Main
- Göttinger Druckerei und Verlagsanstalt mbH, Göttingen
- Hamburger Buchdruckerei und Verlagsanstalt Auerdruck GmbH, Hamburg
- Hannoversche Druck- und Verlagsgesellschaft mbH, Hannover
- Buchdruckwerkstätten Hannover GmbH, Hannover-Linden
- Vereinsdruckerei Heilbronn eGmbH, Heilbronn a.N.
- Hildesheimer Druck- und Verlags-GmbH, Hildesheim
- Oberfränkische Verlagsanstalt und Druckerei GmbH, Hof/Saale
- Karlsruher Verlagsdruckerei GmbH, Karlsruhe
- Haase-Druck GmbH, Kiel
- Kieler Druckerei, Kiel
- Druckhaus Deutz GmbH, Köln-Deutz
- Wullenwever-Druck Heine KG, Lübeck[2]